# Fazl-e-Haq Khairabadi
Fazl-e-Haq Khairabadi (1796/1797 – 19 d'agost de 1861) va ser un jurista, erudit racionalista, teòleg Maturidi, filòsof i poeta. Va ser un activista del moviment independentista indi i va fer campanya contra l'ocupació britànica. Va emetre els primers decrets religiosos a favor de dur a terme la gihad militar contra el colonialisme britànic durant el 1857 i va inspirar a diversos altres a participar en l'aixecament de 1857. Va escriure Taḥqīqulfatvá fī ibt̤āl al-t̤ug̲h̲vá per refutar el llibre de Shah Ismail Dehlvi i el Taḥqīqulfatvá al-Imāwinyat. llibres com al-Saurah al-Hindiyah.